# Girton, Cambridgeshire
Girton är en ort och civil parish i Storbritannien.   Den ligger i distriktet South Cambridgeshire i grevskapet Cambridgeshire i riksdelen England, i den sydöstra delen av landet, 80 km norr om huvudstaden London. Girton ligger 22 meter över havet och antalet invånare är 3 836.
Terrängen runt Girton är platt. Runt Girton är det ganska tätbefolkat, med 160 invånare per kvadratkilometer. Närmaste större samhälle är Cambridge, 4,3 km sydost om Girton. Trakten runt Girton består till största delen av jordbruksmark.